# 埃泽尔·魏茨曼
埃泽尔·魏茨曼（希伯來語：עזר ויצמן，發音：[ˈezeʁ ˈvaitsman] ⓘ；1924年6月15日—2005年4月24日） ，第七任以色列总统（1993年—2000年）、以色列空軍退役少將及英國皇家空軍退役軍事飛行員，他是以色列第一任总统哈伊姆·魏茨曼的侄子。

## 军事生涯
1940年，年仅16岁的魏茨曼前往英国皇家空军参谋学院学习，1942年应征参加英国皇家空军。第三次中东战争前夕和1968至1969年两度任总参谋部作战部长。
1944-1946年期间, 他是伊尔贡的成员，在1946年和1947年之间，他在英国学习了航空学，以色列建国前夕，被派往捷克斯洛伐克学习并驾驶新建空军的首批战斗机回以色列。
1948年以色列独立战争中，他成为哈加纳的一名飞行员，并且被承认作为是以色列空军的发展之父。1950年7月任空军作战部长。1958至1966年出任空军司令。在担任空军司令期间下令将国内战斗机更换为法国最先进机型。六日戰爭前夕任总参谋部作战部长，該戰打响后，以色列空军在3小时内击落了埃及大部分战机。1968至1969年再度出任总参谋部作战部长。

## 政治生涯
在他从军事上退休以后，他参加了Gahal党(Gush Herut Liberalim;这以后成为了利库德集团)并在1970年担任列维·埃斯科尔全国团结政府的运输部长。他1972年领导Gahal-Herut随后退出党。他在1976年回到了Herut并作为自由运动党等联合组成的利库德领导人之一，在1977年担任梅纳赫姆·贝京政府的国防部长。
在1980年5月他退出了政府，据分析，魏茨曼在政治立场上的巨大转变起因于他对儿子沙乌勒的情感。沙乌勒1970年参加埃以战争时受伤，随后一直没能痊愈。魏茨曼为此痛心良久，战争给他心里留下了不可磨灭的创伤。他考虑和摩西·达扬建立一个新党，结果从Herut被逐出。在1980-1984年之间魏茨曼转为经商。
1984年魏茨曼建立一个新党Yachad，在以色列第11届议会中赢取了3个位子，并参加西蒙·佩雷斯和伊扎克·沙米尔担当总理的全国团结政府。1986年10月魏茨曼的Yachad在Mapam和Yossi Sarid离开后加入了以色列工党。

## 总统任期
魏茨曼1993年3月24日当选以色列总统，5月13日即任。在他的生活中，著名的坦率、不拘形式的方式，不管他人的等级或位置为人所知. 
- "He spoke to us eye to eye, as an equal" (邻居).

作为总统， 一些他的公开评论赢得了很多评论家，极大然则没有损坏他的公开支持。 Among his notorious quotes (some of their punch is lost in translation from Hebrew..):
- "[Together] we ate a few good things, and drank a few good things..." (In his Eulogy of Yitzhak Rabin during the funeral)

- "Honey, have you ever seen a man knitting socks?" (on a phone conversation to Alice Miller, a female soldier who launched a successful high court appeal against the Israeli Air Force, compelling it to open its pilot's course to women in 1994)

- "I like a man who wants to be a man, and a woman who wants to be a woman" (Regarding Homosexuals)

- "Now you'll be able to aim better". (Jocularly, while visiting a wounded soldier, who lost an eye)

- "45 years I am married and not a time I dreamed of slapping Reuma (Ezer Weizman's wife)" (meeting in a shelter for violence hurt women).

在魏茨曼的任期期间，以色列遭受了由真主党和哈马斯的攻击。魏茨曼拜访了恐怖攻击中所有被丧失亲人的家庭和受害者。他一丝不苟地拜访了当值时被杀害了的战士的家庭，拜访医院和安慰受伤者。
2000年1月以色列《全球》报披露说，在1988年到1993年担任议员和内阁部长期间，他曾接受一法国犹太富翁45万美元的捐助。魏茨曼承认接受了法国犹太富翁的捐助，但表示这笔钱属于个人捐助，没有任何政治目的，并不打算辞职。
2000年5月24日，以色列总检察长鲁宾斯坦和国家检控官阿贝尔宣布，以司法机构不会因以总统魏茨曼接受法国商人巨额捐款而将他送上刑事法庭，但他们对魏茨曼接受这笔捐款提出了批评。2000年5月28日，魏茨曼宣布于7月辞职以安度晚年。

## 个人信息
魏茨曼有一个妹妹Yael，逝世于2006年。魏茨曼和夫人Reuma Schwartz有两个孩子: 沙乌勒Shaul和米夏尔Michal。沙乌勒1970年参加埃以战争时受伤并在1991年与他的妻子Rachel在车祸中遇难，他们被葬在Or Akiva。

## 逝世
魏茨曼于2005年4月24日在位于北部著名度假胜地凯撒里亚的家中逝世，享年80岁。他被葬在奥尔阿齐瓦，紧挨着他儿子沙乌勒和儿媳的墓。

## 荣誉

### 外国勋章奖章
- 一等白狮勋章附颈饰（捷克，1996年[1]）

## 对外联系
- Biographical notes （页面存档备份，存于） at the Israel Ministry of Foreign Affairs
- Ezer Weizman - Orbituary, "The Times": p1 （页面存档备份，存于） , p2 （页面存档备份，存于） , p3 （页面存档备份，存于）.
- 101 Squadron, Israel's first fighter squadron （页面存档备份，存于） in which Weizman was a pilot and eventual commander
- The official Israel Air Force Site

## 更多阅读
- Weizman, Ezer. On Eagles' Wings: The Personal Story of the Leading Commander of the Israeli Air Force. New York: Macmillan Publishing Co., Inc., 1976 ISBN 0-02-625790-4

| 前任： 哈伊姆·赫尔佐克 | 以色列總統 1993年—2000年 | 繼任： 阿弗拉汉姆·贝尔格（代理） 摩西·卡察夫 |